# SAI KZ X/AOP
SAI KZ X/AOP er et let fly, designet og produceret i Danmark først i 1950'erne, og beregnet til artilleriobsvatørtjeneste for Hæren. Det var højvinget monoplan med stræbere, fast halehjulsunderstel, og var en videreudvikling af KZ VII. De første blev leveret til Flyvevåbnet i 1952, men på grund af en serie fatale uheld blev flyet hurtigt taget ud af tjeneste igen.

## Design og udvikling
Hæren havde benyttet KZ III og KZ VII til artilleriobsevation og forbindelsesfly, men man ønskede et fly, der var endnu mere egnet til opgaven. Heraf kommer også KZ X' andet navn: AOP = Artilleri Observations Post.
KZ X var baseret på KZ VII, men var 20 cm. smallere i skroget, havde kun to sæder - disse var i tandem - og det bageste sæde kunne frikobles og drejes 360° rundt under flyvningen. Bag piloten bulnede vinduerne udad, og gav observatøren et fremragende udsyn: det var endog muligt at observere lodret ned.
Skroget var næsten det samme som KZ VII: et stel af tynde, svejsede stålrør. Vingerne var opbygget over to kassebjælker med træribber, men i modsætning til KZ VII der havde vingerne dækket af lærred, havde KZ X vingerne beklædt med krydsfiner. Vingeforkanten havde faste slots. Balanceklapper og flaps var også helt i træ. Flyet fik hydrauliske bremser, 2 brændstoftanke, hver på 75 liter, og en 145 HK Continental motor. Prototypen, OY-ACL, fløj første gang 29. september 1951.
Før den første serie blev færdigbygget, kom en forespørgsel fra Schweitz. Man var interesseret i KZ X, men kunne den modificeres til endnu mere udprægede STOL-egenskaber? Det lykkedes, men der måtte ændres en del. Prototypen blev ombygget med næsten 1 meter længere vinger, tilsvarende større flaps, stærkere vingebjælker, og et nyt haleplan bygget op over stålrør. Flyet adskilte sig så stærkt fra forgængeren, at der måtte en ny registrering til: flyet kom nu til at hedde OY-AOL.
I 1953, midt under balladen med militærets KZ X, foregik de endelige prøveflyvninger med Mk.2. Opgaven var lykkedes - startstrækningen var reduceret med 30% til under 100m ved fuld last. Med disse ESTOL egenskaber og evnen til at håndtere dårlige landingsbaner, havde SAI fremstillet et fuldblods bush fly. Desværre blev der ikke solgt nogen Mk.2, og det var det sidste fly som SAI udviklede.

## Operationel historie
Allerede i november 1951 bestilte forsvaret 12 fly. De blev alle leveret i 1952.
I august 1952 skete det første af en serie alvorlige uheld med flytypen. På en prøveflyvning fra Flyvestation Avnø styrtede 65-632 ned; flyet havde været i tjeneste i knap fem måneder. Piloten blev dræbt. Uheldet var tilsyneladende forårsaget af at haleplanet var brudt sammen under flyvningen. Dele af halen blev fundet i væsentlig afstand fra ulykkesstedet. Endnu et fly havarerede på næsten samme måde et halvt år senere, og KZ X fik flyveforbud.
Flyene blev undersøgt, og Storbritanniens Royal Aircraft Establishment i Farnborough assisterede med undersøgelsen. En KZ X blev sendt til Farnborough, hvor fire testpiloter afprøvede flyet. Under en højhastighedstest løsnede noget af haleplanets beklædning sig, og piloten sprang ud med faldskærm. Uheldigvis omkom han; hans faldskærm kom ikke fri af det ødelagte haleplan. På trods af dette viste undersøgelserne ingen grundlæggende fejl ved flyet, og flyveforbudet blev ophævet. Endnu to uheld skete i 1954; flyveforbudet blev genindført, men fornyede undersøgelser afslørede stadig ingen fejl.
I mellemtiden var der gået både jounalister og politikere i sagen, med krav om yderligere undersøgelser. Det var selvsagt stærkt belastende for Skandinavisk Aero Industri, både menneskeligt og firmamæssigt. Det hele endte med at Forsvaret i 1955 besluttede at 'kannibalisere' flyene for reservedele, som kunne genbruges i KZ VII. De plyndrede flystel blev ophugget på Flyvestation Værløse i 1959; et af flyene havde i sin korte levetid kun nået at flyve 13 timer.

## Varianter
KZ X
- 12 stk bygget af denne model.

KZ X Mk.2
- ESTOL-version udviklet til myndighederne i Schweiz. Kun et eksemplar, den ombyggede prototype.[1]

## Operatører

### Militære operatører
Danmark
- Flyvevåbnet - 12 stk. leveret i 1952, taget ud af drift 1954, de resterende fly ophugget 1959.[2]

### Civile operatører
- Danmarks Flymuseum - Prototypen, ombygget til Mk.2. Den eneste tilbageblevne og flyvedygtige KZ X.[3] Flyet er registreret som OY-AOL.

## Overlevende fly
Den eneste eksisterende KZ X er prototypen, som blev ombygget til Mk.2 standard. Efter 16 års stilstand og en påfølgende renovering, blev flyet igen erklæret flyvedygtigt og gik på vingerne igen i Oktober 1994. Flyet er hovedsageligt udstillet i Danmarks Flymuseum, men bliver fløjet rundt til f.eks. airshows, og har været gæst både ved f.eks. Danish Airshow 2016 og Veteranfly-klubben's årlige "KZ-rally". Flyet er vel flyvende og medgørligt.

## Specifikationer (KZ X)
| Besætning:      | 2                    | Pilot og Obsevatør           |
| Længde:         | 21 ft. 4 in.         | 6,49 m                       |
| Højde:          | 7 ft. 3 in.          | 2,10 m                       |
| Spændvidde:     | 30 ft. 11 in.        | 9,41 m                       |
| Vingeareal:     | 140 ft²              | 13,0 m²                      |
| Tomvægt:        | 1.160 lb             | 529 kg                       |
| Max. vægt:      | 1.890 lb             | 860 kg                       |
| Motor:          | Continental C-145-2H | 6-cylindret boksermotor      |
| Effekt:         | 145 hk               | 108 kW                       |
| Propel:         | 1 stk.               | 2-bladet stilbar 'Aeromatic' |
| Max. fart:      | 134 mph              | 215 km/t                     |
| Marchfart:      |                      | 193 km/t                     |
| Rækkevidde:     |                      | 850 km                       |
| Max.flyvehøjde: | 14.400 ft.           | 4.400 m                      |